# Breitungen
Breitungen là một đô thị tại Schmalkalden-Meiningen district, Thüringen, nước Đức. Đô thị này có diện tích 44,89 km², dân số thời điểm 31 tháng 12 năm 2006 là 5213 người.